# Marquesado de Castell de Torrent

Armas de la familia Cruïlles. De gules sembrado de crucetas de plata. Sin timbre.

Escudo de Torrent (Gerona).
De gules, sembrado de crucetas de plata. Sobre el todo, una faja ondada de azur. Por timbre, una corona marquesal.

El Marquesado de Castell de Torrent es un título nobiliario español creado por Carlos III el 25 de marzo de 1770 a favor de don Felipe de Cruïlles de Peratallada-Rajadell y de Peguera, barón de Cruïlles y Señor de Torrent.
Este título se concedió originalmente como Marquesado de Castillo de Torrente, siendo autorizado el cambio de denominación a Castell de Torrent por el rey Juan Carlos I, en 1994.
Su nombre se refiere al castillo del municipio catalán de Torrent, en la provincia de Gerona, comarca del Bajo Ampurdán. Otro título en manos de la misma familia es la Baronía de Cruïlles. 
|                         | Titular                                                 | Periodo                 |  |
| Creación por Carlos III | Creación por Carlos III                                 | Creación por Carlos III |  |
| ----------------------- | ------------------------------------------------------- | ----------------------- |  |
| I                       | Felipe de Cruïlles de Peratallada-Rajadell y de Peguera | 1770-1798               |  |
| II                      | Felipe de Cruïlles de Peratallada Despujol              | 1798-1862               |  |
| III                     | Manuel de Cruïlles de Peratallada y de Segarra          | 1862-1889               |  |
| IV                      | Ricardo de Cruïlles de Peratallada y de Vedruna         | 1889-1911               |  |
| V                       | Felipe de Cruïlles de Peratallada y Pujol de Pastor     | 1914-1950               |  |
| VI                      | Santiago de Cruïlles de Peratallada Bosch               | 1951-1999               |  |
| VII                     | Felipe María de Cruïlles de Peratallada Ventosa         | 2000-2008               |  |
| VIII                    | Susana de Cruïlles de Peratallada Jaumandreu            | Titular actual          |  |